# Clássico dos Gigantes
|  |  |

Als Classico dos Gigantes (Klassiker der Giganten) wird das Stadtderby zwischen den Fußballvereinen Fluminense Football Club und Vasco da Gama aus der brasilianischen Millionenmetropole Rio de Janeiro bezeichnet. Es zählt zu den populärsten Fußballderbys in Brasilien. Die Derbys finden in den jeweiligen Heimstadien der Vereine statt, dem traditionsreichen Maracanã (Fluminense) und dem Estádio São Januário.
Die Rivalität der beiden Vereine ist insbesondere sehr groß, weil die Teams oft in entscheidenden Momenten der Saison aufeinander trafen.

## Geschichte
Das erste Spiel zwischen Vasco und Flu fand am 11. März 1923 statt. Das Freundschaftsspiel, das Vasco mit 3:2 gewann, wurde auf einem Platz an der Rua Figueira de Melo im Norden Rio de Janeiros ausgetragen.
Fluminense gelang der erste Sieg gegen den Rivalen im fünften Aufeinandertreffen. Im Rahmen der Staatsmeisterschaft von Rio de Janeiro siegten die Trikoloren 5:1 vor etwa 30.000 Zuschauer.

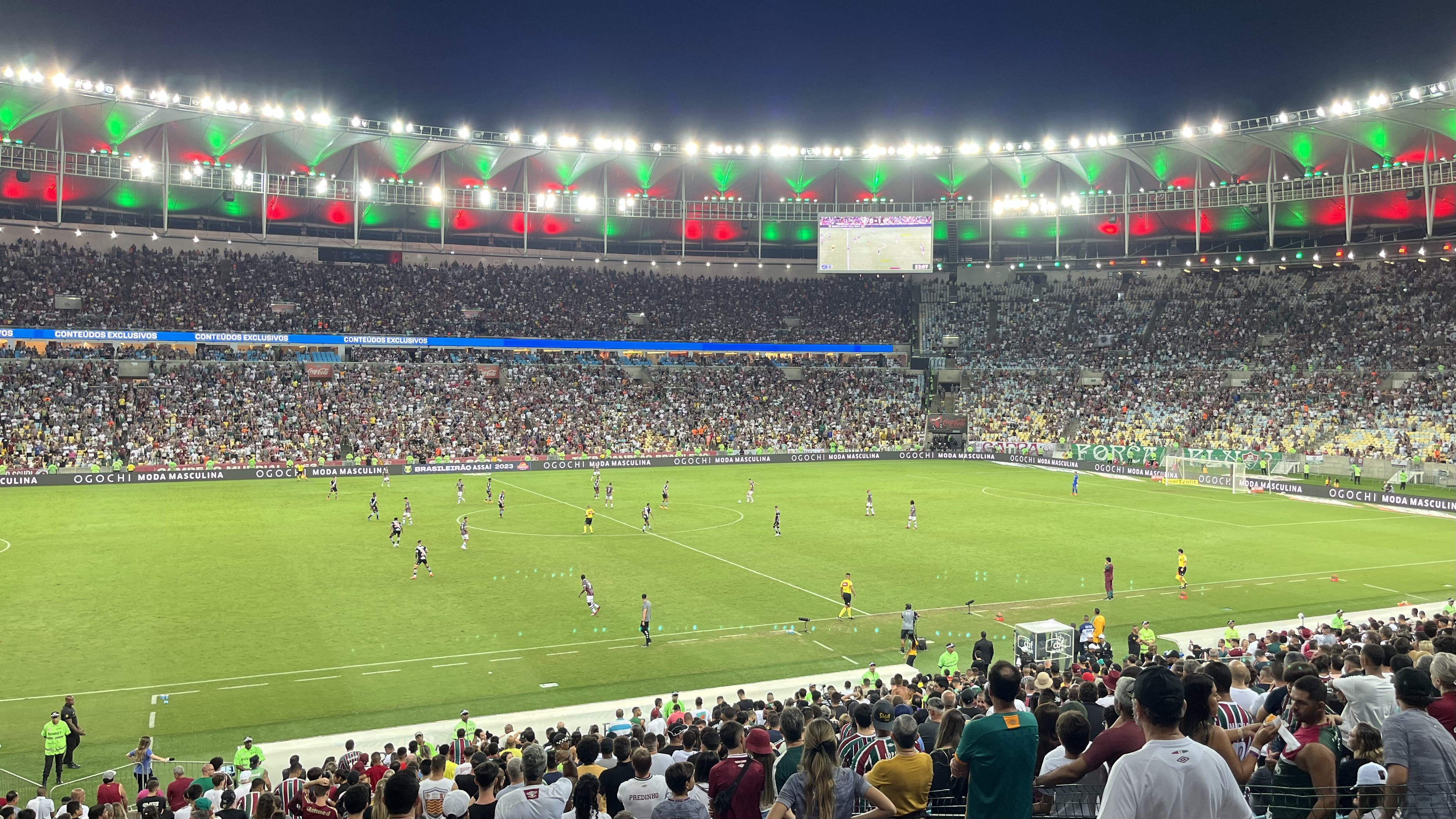
Das Maracanã während eines Clássico dos Gigantes zwischen FLU und Vasco im Rahmen der Série A 2023 (Endstand 1:1)

Die wichtigsten zwei Spiele zwischen Fluminense und Vasco waren die Finalspiele der brasilianischen Meisterschaft 1984 (Hinspiel 1:0, Rückspiel 0:0). Durch diesen Sieg errang Fluminense seinen zweiten nationalen Titel. Im zweiten dieser Spiel wurde das größte Publikum während eines Classico dos Gigantes verzeichnet, als 128.781 zahlende Fans im Maracanã anwesend waren. Im Viertelfinal der der brasilianischen Meisterschaft 1988 wurde FLU von Vasco eliminiert. Auch wegen den vielen sportlich wichtigen und brisanten Spielen wurde die Rivalität der beiden Teams so groß.
Die Spiele zwischen den beiden Rivalen finden in der Staatsmeisterschaft von Rio de Janeiro statt. Ebenso können je nach Ligazugehörigkeit Spiele in der brasilianischen Liga stattfinden, wobei Fluminense lediglich zwei Jahre nicht in der ersten Liga spielte (1998 und 99), in denen Vasco erstklassig war und Vasco 2009, 2014, 2016 und 2021 bis 2022 in der Série B spielte. Es kann auch zu treffen im Copa do Brasil, der Copa Libertadores und in der Copa Sudamericana kommen. Sowohl Fluminense, als auch Vasco da Gama, gehören neben dem Botafogo FR und dem CR Flamengo zu den vier großen Vereinen aus Rio de Janeiro. Beide Vereine gewannen in ihrer Vereinsgeschichte je einmal die Copa Libertadores sowie mehrere nationale Meisterschaften.

### Rivalität neben dem Platz und Fangewalt
Fluminense galt lange als der Verein der weißen Mittelschicht. Bis heute sind viele Tricolores (Fans von FLU) aus sozial besser situierten Familien, auch wenn heute in allen sozialen Schichten Fans anzutreffen sind. Vasco da Gama hingegen war einer der ersten Sportvereine der sich für weniger privilegierte soziale Schichten öffnete, insbesondere für die afrobrasilianische Bevölkerung. Deswegen kommt es auch immer wieder neben dem Platz zu gesellschaftlichen Spannungen zwischen den Fanlagern.
2017 kam es in einer gewaltsamen Auseinandersetzung zwischen den organisierten Fans der beiden Vereine zu einem tragischen Gewaltdelikt. Vasco Fans schlugen mit einer Eisenstange auf Fluminense Fan Pedro Scudieri ein. Scudieri sitzt seit dem Vorfall im Rollstuhl. Die Beteiligten wurden alle freigesprochen. Die Gewalt zwischen den Hooligans neben dem Platz sorgt zusätzlich für eine hitzige Atmosphäre während der Spiele.

### Zuschauerrekorde
Die höchste Zuschauerzahl bei einem Clássico dos Gigantes wurde am 20. Mai 1984 bei einem Spiel des Campeonato Brasiliero gemessen. An jenem Tag strömten 128.781 Zuschauer ins Maracanã und sahen ein 0:0-Unentschieden. Etliche weitere Male waren bei den Duellen über 100.000 Zuschauer anwesend.